# Mariela Pérez Branger
María Elena "Mariela" Pérez Branger (Caracas, Venezuela; 14 de febrero de 1946) es una reina de belleza y modelo venezolana. Fue la ganadora del concurso Miss Venezuela 1967, que se llevó a cabo en el Teatro de la Academia Militar de Venezuela (actual Universidad Militar Bolivariana de Venezuela) en Caracas el 15 de junio de 1967, siendo coronada por Magaly Castro Egui, Miss Venezuela 1966 y Margareta Arvidsson, la Miss Universo 1966. Quien fue la "Primera Finalista" del Miss Universo 1967, perdiendo contra la representante de los Estados Unidos Sylvia Hitchcock.

## Primeros años y familia
Mariela nació el 14 de febrero de 1946 en Caracas (Venezuela), siendo la hija de Alessia Dolores Branger Esclusa (nieta del industrial francés Ernest Louis Branger, radicado en Carabobo, Venezuela) y de Leopoldo Pérez Guerrero. Ella es prima hermana de Ricardo Sosa Branger, quien fue esposo de la política venezolana María Corina Machado.

## Miss Venezuela 1967
Al momento de su coronación Mariela Pérez estudiaba Bioquímica en Inglaterra gracias a una beca. Representó al Departamento Vargas en el Miss Venezuela, dándole a este su primera corona en el concurso.

## Cuadro final de Miss Venezuela 1967
- Mariela Pérez Branger, Miss Departamento Vargas (ganadora)
- Irene Bottger González, Miss Bolívar (primera finalista)
- Ingrid Goecke, Miss Zulia (segunda finalista)
- Eunice De Lima, Miss Apure (tercera finalista)
- Minerva Salas Aguinagalde, Miss Estado Anzoátegui (cuarta finalista)

## Participación en el Miss Universo 1967
Mariela viajó al Miss Universo, realizado en el «Miami Beach Municipal Auditorium», en Miami Beach, Florida, Estados Unidos, el sábado 15 de julio de 1967. Clasificó como primera finalista. En aquella época las comunicaciones eran precarias. Trajeron la lata por avión al país y el evento pudo ser visto en Venezuela a través del canal CVTV, dos semanas exactas después, el sábado 29 de julio de 1967, fecha esta que se dio el terremoto de Caracas, a las 8:05 pm.

## Carrera como modelo
Luego de su participación en el Miss Venezuela y el Miss Universo 1967, Mariela recibió una oferta para modelar en New York.

## Matrimonio
Mariela se casó con el empresario dominicano José María Vicini Cabral (1926–2007), hijo de Felipe Augusto Vicini Perdomo y de Amelia María Cabral Bermúdez (hija de José María Cabral y Báez y de María Petronila Bermúdez Rochette), y es madre de los inversionistas dominicanos-venezolanos José Leopoldo Vicini y Marco Antonio Vicini Pérez.
Actualmente vive en la República Dominicana.